# Фецени (Валча)
Фецени (рум. Fețeni) насеље је у Румунији у округу Валча у општини Рамнику Валча. Oпштина се налази на надморској висини од 441 m.

## Становништво
Према подацима из 2002. године у насељу је живело 299 становника, од којих су сви румунске националности.